# Буоцци, Бруно
Бруно Буоцци (итал. Bruno Buozzi, 31 января 1881, Феррара, Понтелагоскуро — 4 июня 1944, Ла-Сторта, Рим) — итальянский профсоюзный и политический деятель, участник Сопротивления.

## Биография
Родился 31 января 1881 года в феррарском районе Понтелагоскуро, сын Орландо Буоцци и Маддалены Густи. В начале 1900-х годов переехал в Милан, где стал работать механиком, вступил в Итальянскую социалистическую партию и в профсоюз механиков и металлистов.
Профсоюзный активист, возглавлял Федерацию рабочих-металлистов (FIOM) в качестве секретаря в 1911-1925 годах, с 1911 года входил в руководство Всеобщей конфедерации труда (ВКТ), оставаясь сторонником реформистского течения. На XVII съезде ИСП в Ливорно последовал за Джакомо Маттеотти и Филиппо Турати в Унитарную социалистическую партию. Избирался в Палату депутатов Королевства Италия в 1919, 1921 и 1924 годах. В ходе политического кризиса, вызванного убийством Маттеотти фашистами, поддержал Авентинскую сецессию социалистов и представлял вместе с Филиппо Турати УСП в «Комитете шестнадцати». 
В марте 1925 года возглавил последние после установления фашистского режима массовые забастовки металлургов. В декабре 1925 года, оставаясь единственным влиятельным профсоюзным деятелем, не желавшим склоняться перед фашизмом, стал генеральным секретарём ВКТ, несмотря на преследования со стороны режима, угрозы расправы и нападение чёрнорубашечников в Турине в 1924 году. 
В конце 1926 года, с принятием в Италии специальных фашистских законов, остался во Франции, куда приехал на профсоюзную конференцию, и, не признав самороспуска ВКТ на родине, принял активное участие в учреждении эмигрантской ВКТ в Париже. Также заботился о пожилом лидере социалистов-реформистов Турати, умершем в парижском доме Буоцци. 
1 марта  1941 года был арестован германской оккупационной администрацией в Париже, куда вернулся с неоккупированной части Франции, чтобы навестить рожающую дочь. Заключён в тюрьму Санте, где встретился со своим товарищем по ВКТ Джузеппе Ди Витторио, вместе с которым его переправили в Германию, а оттуда передали итальянским властям Муссолини.
Освобождён из заключения 30 июля 1943 года после государственного переворота 25 июля 1943 года. Новый премьер-министр Пьетро Бадольо назначил его комиссаром профсоюзов промышленных рабочих. Принял активное участие в объединении всех профсоюзных организаций для борьбы против фашизма, возглавил межконфедеральный комитет из числа деятелей профдвижения дофашистского периода. В оккупированном гитлеровцами Риме участвовал в переговорах с представителями других течений о профсоюзном единстве, обеспечив создание единой Всеобщей Итальянской конфедерации труда.
После объявления о перемирии Королевства Италия с западными союзниками 8 сентября 1943 года и последующей оккупации Северной Италии германскими войсками перешёл на нелегальное положение, но 13 апреля 1944 года был арестован и в ночь на 4 июня 1944 года при отступлении немецких войск из Рима расстрелян.